# Portneuf (Bas-Canada)
Pour les articles homonymes, voir Portneuf.
Portneuf (désigné Hampshire jusqu'en 1829) est un district électoral de la Chambre d'assemblée du Bas-Canada ayant existé de 1792 à 1838.

## Histoire
Son territoire correspond à la rive nord du fleuve Saint-Laurent de Sainte-Anne-de-la-Pérade à Saint-Augustin-de-Desmaures. Hampshire est l'un des 27 districts électoraux instaurés lors de la création du Bas-Canada par l'Acte constitutionnel de 1791. Il s'agit d'un district représenté conjointement par deux députés, parfois d’allégeance différente. En 1829, le district de Hampshire est francisé Portneuf. Il est suspendu de 1838 à 1841 en raison de la Rébellion des Patriotes. À partir de 1841, le district est conservé au sein du Parlement de la province du Canada.

## Liste des députés

### Siègeno1
| Années | Années      | Député                    | Parti       |
| ------ | ----------- | ------------------------- | ----------- |
|        | 1792 - 1796 | Mathew Macnider           | Bureaucrate |
|        | 1796 - 1800 | François Huot             | Canadien    |
|        | 1800 - 1804 | François Huot             | Canadien    |
|        | 1804 - 1808 | A.-L. Juchereau Duchesnay | Indépendant |
|        | 1808 - 1809 | A.-L. Juchereau Duchesnay | Indépendant |
|        | 1809 - 1810 | A.-L. Juchereau Duchesnay | Indépendant |
|        | 1810 - 1814 | François-Xavier Larue     | Canadien    |
|        | 1814 - 1816 | George Waters Allsopp     | Indépendant |
|        | 1816 - 1820 | George Waters Allsopp     | Indépendant |
|        | 1820 - 1820 | Charles Langevin          | Canadien    |
|        | 1820 - 1824 | Charles Langevin          | Canadien    |
|        | 1824 - 1826 | John Cannon               | Canadien    |
|        | 1826 - 1827 | François-Xavier Larue     | Canadien    |
|        | 1827 - 1830 | John Cannon               | Patriote    |
|        | 1830 - 1834 | Hector-Simon Huot         | Patriote    |
|        | 1834 - 1838 | Hector-Simon Huot         | Patriote    |

### Siègeno2
| Années | Années      | Député                | Parti    |
| ------ | ----------- | --------------------- | -------- |
|        | 1792 - 1796 | Jean Boudreau         | Canadien |
|        | 1798 - 1800 | Joseph-Bernard Planté | Canadien |
|        | 1800 - 1804 | Joseph-Bernard Planté | Canadien |
|        | 1804 - 1808 | Joseph-Bernard Planté | Canadien |
|        | 1808 - 1809 | François Huot         | Canadien |
|        | 1809 - 1810 | François Huot         | Canadien |
|        | 1810 - 1814 | François Huot         | Canadien |
|        | 1814 - 1816 | François Huot         | Canadien |
|        | 1816 - 1820 | François Huot         | Canadien |
|        | 1820 - 1820 | François Huot         | Canadien |
|        | 1820 - 1822 | François Huot         | Canadien |
|        | 1822 - 1824 | Jean-Olivier Arcand   | Canadien |
|        | 1824 - 1827 | François Drolet       | Canadien |
|        | 1827 - 1830 | François-Xavier Larue | Patriote |
|        | 1830 - 1834 | François-Xavier Larue | Patriote |
|        | 1834 - 1838 | François-Xavier Larue | Patriote |